# NVM Express

NVM Express (NVMe) is een open interfacestandaard voor opslagmedia in een computersysteem die is verbonden via een PCI Express-bus. De officiële term is Non-Volatile Memory Host Controller Interface Specification (NVMHCIS).

## Beschrijving
Het acroniem NVM staat voor non-volatile memory, of niet-vluchtig geheugen in het Nederlands. Hiermee wordt langetermijnopslag bedoeld, zoals flashgeheugen in een solid state drive (SSD).
De interfacestandaard werd ontwikkeld in 2011 en is gericht op de lage toegangstijd van snelle opslagmedia. Ook parallelle computers die beschikken over meerdere processoren, en daardoor parallelle gegevensstromen, maken gebruik van dit ontwerp.
NVM Express-apparaten zijn voornamelijk verkrijgbaar in de vorm van PCI Express-uitbreidingskaarten, en als 2,5 inch-apparaten met een vormfactor die een vierbaans PCI Express-interface bieden via de U.2-connector. Opslagapparaten die SATA Express en de M.2-specificatie gebruiken zijn populaire middelen voor NVMe. Deze apparaten zijn gemeengoed geworden voor solidstate-opslag in zowel servers, desktops als laptops.
De drijvende kracht achter de standaard is Intel, samen met de fabrikanten van opslagapparatuur zoals NetApp, Dell, Cisco, EMC, Marvell en geheugenchipfabrikanten SanDisk, Avago, Micron, HGST, Samsung en Seagate.

## Specificaties
- 1.0e (januari 2013)
- 1.1b (juli 2014)
- 1.2 (november 2014)
  - 1.2a (oktober 2015)
  - 1.2b (juni 2016)
  - 1.2.1 (juni 2016)
- 1.3 (mei 2017)
  - 1.3a (oktober 2017)
  - 1.3b (mei 2018)
  - 1.3c (mei 2018)
  - 1.3d (maart 2019)
- 1.4 (juni 2019)
  - 1.4a (maart 2020)
  - 1.4b (september 2020)
- 2.0 (mei 2021)
  - 2.0a (juli 2021)
  - 2.0b (januari 2022)

## Vormfactors
- AIC (add-in card)
- U.2 (SFF-8639)
- U.3 (SFF-8639)
- M.2 (NGFF)